# Euskaltel-Euskadi/2025
Deze pagina geeft een overzicht van de Euskaltel-Euskadi-wielerploeg in 2025.

## Algemene gegevens
Teammanager: Jorge Azanza
Ploegleiders:Santiago Barranco, Iñaki Isasi, Rubén Pérez, Pablo Urtasun
Fietsmerk: Orbea
Kleding: Etxeondo

## Renners
| Naam                     | Geboortedatum | Nationaliteit       | Ploeg 2024                                 |
| ------------------------ | ------------- | ------------------- | ------------------------------------------ |
| Jon Aberasturi           | 28-03-1989    | Spanje              |                                            |
| Jon Agirre               | 10-09-1997    | Spanje              | Equipo Kern Pharma                         |
| Nicolas Alustiza         | 04-01-2003    | Spanje              |                                            |
| Xabier Berasategi        | 04-08-2000    | Spanje              |                                            |
| Mikel Bizkarra           | 21-08-1989    | Spanje              |                                            |
| Iker Bonillo             | 09-07-2003    | Spanje              |                                            |
| Víctor de la Parte*      | 22-06-1986    | Spanje              |                                            |
| David Dekker             | 02-02-1998    | Nederland           | Arkéa-B&B Hotels                           |
| Márton Dina              | 11-04-1996    | Hongarije           | ATT Investments                            |
| Ander Ganzabal           | 25-01-2000    | Spanje              | Laboral Kutxa - Fundación Ciclista Euskadi |
| Paul Hennequin           | 09-12-2002    | Frankrijk           | Nice Métropole Côte d'Azur                 |
| Xabier Isasa             | 24-08-2001    | Spanje              |                                            |
| Txomin Juaristi          | 20-07-1995    | Spanje              |                                            |
| Andoni López de Abetxuko | 03-08-1999    | Spanje              |                                            |
| Jordi López              | 14-08-1998    | Spanje              | Equipo Kern Pharma                         |
| Gotzon Martín            | 15-02-1996    | Spanje              |                                            |
| Iker Mintegi             | 15-11-2002    | Spanje              |                                            |
| Jokin Murguialday        | 19-03-2000    | Spanje              | Caja Rural-Seguros RGA                     |
| Louis Sutton             | 27-05-2002    | Verenigd Koninkrijk | AVC Aix-en-Provence                        |
| Danny van der Tuuk       | 05-11-1999    | Polen               | Equipo Kern Pharma                         |
| Unai Zubeldia            | 07-07-2003    | Spanje              |                                            |

*tot 7 maart

### Stagiairs
Per 1 augustus 2025
| Naam              | Geboortedatum | Nationaliteit | Vorige ploeg                 |
| ----------------- | ------------- | ------------- | ---------------------------- |
| Aitor Agirre      | 5-04-2003     | Spanje        | Fundación Ciclista Euskadi   |
| Gari Ugarte       | 2-06-2005     | Spanje        | Fundación Ciclista Euskadi   |
| Axel van der Tuuk | 25-05-2001    | Nederland     | Metec - SOLARWATT p/b Mantel |

### Vertrokken
| Naam              | Geboortedatum | Nationaliteit | Ploeg 2025                       |
| ----------------- | ------------- | ------------- | -------------------------------- |
| Enekoitz Azparren | 05-08-2002    | Spanje        | Q36.5 Pro Cycling Team           |
| Ibai Azurmendi    | 11-06-1996    | Spanje        | Gestopt                          |
| Joan Bou          | 16-01-1997    | Spanje        | Caja Rural-Seguros RGA           |
| Xavier Cañellas   | 16-03-1997    | Spanje        | Sabgal / Anicolor                |
| Unai Cuadrado     | 26-09-1997    | Spanje        | Gestopt                          |
| Asier Etxeberria  | 19-07-1998    | Spanje        | Wuzhishan SCOM MVMT Cycling Team |
| James Fouché      | 28-03-1998    | Nieuw-Zeeland | MitoQ-NZ Cycling Project         |
| Mikel Iturria     | 16-03-1992    | Spanje        | Gestopt                          |
| Luis Ángel Maté   | 23-03-1984    | Spanje        | Gestopt                          |

## Overwinningen
| Nationale kampioenschappen wielrennen Hongarije - weg: Márton Dina Ronde van Valencia Bergklassement: Jon Agirre Ronde van Taiwan 5e etappe: Paul Hennequin Puntenklassement: Paul Hennequin Ploegenklassement: *1) Ronde van Hainan Puntenklassement: Xabier Berasategi Vierdaagse van Duinkerke Bergklassement: Paul Hennequin | Ronde van Cova da Beira 2e etappe: Jordi López Ploegenklassement: *2) Route d'Occitanie Bergklassement: Mikel Bizkarra Ronde van Qinghai Bergklassement: Jon Agirre |  |

*1) Ploeg Ronde van Taiwan: Ganzabal,  Hennequin, Isasa, J. López, Sutton
*2) Ploeg Ronde van Cova da Beira: Agirre, Bizkarra, Martín, Ganzabal, J. López, Murguialday, Sutton
Burgos-Burpellet-BH · Caja Rural-Seguros RGA · Equipo Kern Pharma · Euskaltel-Euskadi · Israel-Premier Tech · Lotto · Q36.5 Pro Cycling Team · Team Flanders-Baloise · Team Novo Nordisk · Team Polti VisitMalta · Toscana Factory Team Vini Fantini · TotalEnergies · Tudor Pro Cycling Team · Unibet Tietema Rockets · Uno-X Mobility · VF Group-Bardiani CSF-Faizanè · Wagner Bazin WB
2022 · 2023 · 2024 · 2025